# Uapaca kibuatii
Uapaca kibuatii là một loài thực vật có hoa trong họ Diệp hạ châu. Loài này được De Wild. miêu tả khoa học đầu tiên năm 1933.